# 야시카 일렉트로 35 GSN
야시카 일렉트로 35 GSN(Yashica Electro 35 GSN)은 1973년 야시카 카메라에 의해 일본에서 만들어졌다. 필름은 135 필름을 사용한다. 랜즈는 컬러 야시논 DX 45mm 1:1.7-16를 달고 있다. 셀프 타이머와 배터리 체크 램프도 있고, 패스트-액션 감기 레버가 필름을 전진시킨다.